# Johann Heinrich Mücke
Johann Heinrich Mücke (* 10. Februar 1735 in Wittenberg; † 11. März 1799 in Grimma) war ein deutscher Pädagoge und Philologe. Mücke war Rektor der Fürstenschule Grimma.

## Leben
Johann Heinrich wurde als Sohn des einstigen Stadtgerichtsschreibers und späteren Stadtrichters Johann Georg Mücke geboren. In Wittenberg hatte er auch seine erste Ausbildung durch Privatlehrer und an der dortigen Ratsschule erhalten. Bald stand fest, dass Mücke ein Studium absolvieren sollte. Hierzu wurde er am 16. Oktober 1745 an der Universität seiner Heimatstadt immatrikuliert. Vom 4. November 1749 bis zum 14. September 1753 besuchte er die Landesschule St. Augustin in Grimma, welche unter der Leitung des Rektors Heinrich August Schumacher (1685–1760) stand. Nach gehaltener griechischer Abschiedsrede in Grimma, kehrte er zurück nach Wittenberg. Hier wollte er theologische Studien absolvieren. Voraussetzung dafür war jedoch ein philosophisches Grundstudium. So lehrten damals in Wittenberg Ethik Johann Georg Walther, Geschichte wurde von Johann Daniel Ritter unterrichtet, die griechische Sprache und Literatur von Georg Wilhelm Kirchmaier, Philosophie unterrichtete Karl Gottlob Sperbach, Logik Ernst Christian Schröder und Karl Daniel Freyberg, Mathematik Georg Friedrich Baermann, Johann Daniel Titius und Johann Friedrich Weidler, Physik Georg Matthias Bose, Rhetorik Christian Crusius, Französisch lernte er bei David Erdmann Meisler (1725–1784) und Natur und Völkerrecht bei Johann Friedrich Hiller.
Aus jener Zeit stammen von ihm zwei Abhandlungen philologischen Inhalts. Zudem lehrten damals an der theologischen Fakultät Karl Gottlob Hofmann, Joachim Samuel Weickmann, Christian Siegmund Georgi, Ernst Friedrich Wernsdorf, Friedrich Wilhelm Jahr und Christian Friedrich Schmidt. Durch die Empfehlung Johann August Ernesti wurde er 1758 Hauslehrer bei dem Hofrat Schmiedel in Leipzig. Am 18. April 1759 immatrikulierte er sich an der Universität Leipzig wurde dort am 21. Februar 1760 zum Magister der philosophischen Wissenschaften promoviert. Nach einem weiteren zwei Jahre lang währenden Wechsel an die Universität Göttingen, kehrte er 1763 nach Leipzig zurück. Hier fand er in Ernestis Haus Aufnahme, hielt 1765 in der Leipziger Paulinerkirche eine Festrede und habilitierte sich 1766 an der Leipziger Hochschule. Noch im selben Jahr war er den zuständigen sächsischen Bildungsbehörden aufgefallen, so dass man ihm 1767 eine Anstellung an der kurfürstlichen Landesschule St. Augustin in Grimma übergab, wo er an der Seite von Johann Tobias Krebs als Konrektor wirkte. 1782 trat er die Nachfolge von Krebs als Rektor der Einrichtung an. Mücke wurde von seinen Schülern als strenger Ausbilder geschildert, welcher jedoch gerade dadurch hohe Ausbildungserwartungen erfüllen konnte. 
So durchliefen zum Beispiel der Gymnasialprofessor in Groß-Glogau Gottfried Günther Röller (1783–1869), Ernst Florens Friedrich Chladni, Karl von Gersdorff, Gottlob August Baumgarten-Crusius, Detlev Karl Wilhelm Baumgarten-Crusius (1786–1845), Johann Adam Gottlieb Kind (1747–1826), Karl Gottlob Kühn, Siegfried August Mahlmann, Johann Gottfried Seume, Gottlob Leberecht Schulze, Karl Gottlob Kühn, Christian Gottfried Körner und Gustav Friedrich Dinter seine Ausbildung. Auch gründete Mücke eine deutsche Lesebibliothek für die Grimmenser Schüler mit deutschen und französischen Werken.
Nach seinem Tod beabsichtigten einige Schüler, ihm ein Denkmal zu setzen, was jedoch am Widerstand der Bevölkerung von Grimma scheiterte. Dennoch hat sich ein tief bewegtes Abschiedsgedicht seiner Alumnen erhalten. In der Aula im Gymnasium St. Augustin in Grimma befindet sich ein historisches Ölgemälde, welches Rektor Mücke zeigt.
Sein Sohn Gottlieb Heinrich  Mücke (1792–1853) wurde Theologe in Nerchau und Fremdiswalde. Ein ihn abbildendes Gemälde in der Größe von 59×80  Zentimeter befindet sich im Archivbestand des Gymnasiums in Grimma.

## Veröffentlichungen (Auswahl)
- (Als Respondent) Apollon epidemios. Gerdes, Wittenberg 1755. (Digitalisat)
- De Numophylacibus apud Athenienses. Wittenberg 1755
- Disp. de tribus capitulis concilii Chalcedonensis. Leipzig 1766
- Progr. Lex principis annalis, in constitutione scholastica, Electoralibus scholis nuper renovata, tamquam publice privatimque utilissima commendatur. Leipzig 1773
- Oratio adeundi muneris caussa habita. Leipzig 1782
- Progr. quo historia, philosophiae metropolis, commendatur, ad justos instiutioni scholasticae limites conltitueudos. Leipzig 1782
- Progr. quomodo veterum auctorum lectio ad disciplinam virtutis prosit. Leipzig 1784
- Progr. Confutatur criminatio Erasmi: ubicunque regnat Lutheranismus, ibi litterarum est interims; ас comparando instituitur, non minore quam Erasmum jure inter restitutores litterarum primo loco censendum esse Lutherum. Leipzig 1784
- Progr. Ouomodo veterum auctorum lectio ad disciplinam virtutis prosit. Leipzig 1784
- Progr. Dialectici ac rhetorici artificii in scriptis veterum notandi diligentia. Leipzig 1785
- Elogium Jo. Tob. Krebsii. Leipzig 1786
- Pr. de prudentia, primis naturae, in formanda adolescentia, recte utendi. Leipzig 1787
- Progr. de rebus Christianorum testimonia ex Luciano. Leipzig 1789
- Progr. quid adjumenti sacrarum litterarum interpreti praestet Homeri cum sacris scriptoribus comparatio. Leipzig 1789
- De doctrinae,-quem veteres imprimis Quintilianus commendant, orbe. Grimma 1790
- Progr. in quo Plutarcho duce, quomodo suos quisque in virtute profectus possit animadvertere, disputatur. Leipzig 1791
- Progr. Quomodo instituendi sint in schola adolescentes, ut, gaudere discant. Leipzig 1792
- Progr. de meditatione mortis Platonica. Leipzig 1793
- Progr. quo vindictae divinae testem historiam et reverentiae numinis supremi magistram esse demonstratur. Leipzig 1794
- Progr. Elogium Gottlob Henr. Richteri, scholae Grimmanae Mathematici. Leipzig 1796
- In aestimandis vitae humanae miseriis, atque aerumnis, quid referat cavere, ne in alberutram partem modum excedas? Grimma 1798